# Владан Вићевић
Владан Вићевић (рођен 26. јула 1967) је српски фудбалски тренер и бивши играч, и натурализовани репрезентативац Салвадора.

## Клупска каријера
Након што је почео у ФК Севојно, Вићевић је дебитовао у Другој лиги Југославије наступајући за Слободу из Ужица 1988. године. Током наредне четири сезоне одиграо је преко 100 утакмица у Другој лиги Југославије.   
Након распада СФР Југославије, Вићевић се 1992. године придружио новом члану Прве лиге СР Југославије, Бечеју. Помогао им је да освоје четврто место у сезони 1994–95, чиме је клуб први пут у историји изборио место у европским такмичењима.
Вићевић је био део тима ФК Бечеј који је у сезони 1995/96 играо у Интертото купу, али је представник СР Југославије заузео претпоследње 4. место у групи са Фарулом из Констанце (Румунија), Каном (Француска), Дњепром из Могиљова (Белорусија) и Погоњом из Шчећина (Пољска). Једину победу, Бечејци су остварили против Погона на стадиону ФК Црвена звезда у Београду.
У лето 1996. године, Вићевић се преселио у иностранство, у Салвадор, где је отишао на позив свог земљака Милована Ђорића да наступа за ФК Агила. Вратио се у Слободу Ужице 1998. и играо је у Другој лиги СР Југославије две сезоне пре него што је прешао у редове ФК Севојно, где је потом и завршио играчку каријеру.

## Репрезентативна каријера
Вићевић је на инсистирање Милована Ђорића и Фудбалског савеза Салвадора постао држављанин Салвадора почетком 1997. године чиме је стекао право наступа за тамошњу репрезентацију у квалификацијама за Светско првенство 1998. године. Салвадорски парламент је претходно донео једногласну одлуку да Вићевић добије пасош због "спортских и националних интереса". Пасош му је уручио тадашњи председник Салвадора Армандо Калдерон Сол.
Дебитовао је за своју нову земљу током мандата селектора Ђорића у пријатељској утакмици са Гватемалом у марту 1997. Осим у квалификацијама за Мундијал у Француској, Вићевић је наступио и на Златном купу КОНКАКАФ-а 1998., где је уписао наступе против Гватемале, актуелних светских шампиона Бразила, и Јамајке.
Вићевић је укупно 21 пут наступао за репрезентацију Ел Салвадора током 1997. и 1998. године.

## Тренерска каријера
У јулу 2005. године, Вићевић је именован за тренера салвадорске Агиле. Заправо, Вићевић је требало да буде помоћник Милоша Миљанића, сина бившег председника Фудбалског савеза Југославије, Миљана Миљанића. Ипак, како Миљанић млађи због болести оца није могао да започне посао, Вићевић је на инсистирање председника Агиле постао главни тренер и у првој сезони донео клубу титулу првака у Клаусури 2006. године.
Поднео је оставку на ту функцију у децембру 2006. због неслагања са управом. У априлу 2007. године, Вићевић је преузео мањи салвадорски клуб Чалатенанго. Напустио је клуб уз обострани пристанак у фебруару 2008. године. У Салвадору је још радио и као тренер Алијансе током 2011. и 2012. године, да би се 2013. на кратко вратио у Агилу.
У априлу 2022. године, Вићевић је у финишу сезоне и званично именован за тренера Слободе Ужице, коју је у драматичном финишу сезоне довео до титуле у Западној лиги Србије и пласмана у Прву лигу Србије. Потом се повукао са места тренера Слободе јер не поседује УЕФА ПРО тренерску лиценцу. Од 2024. године је тренер у ФК Севојно.

## Статистика играчке каријере
| Клуб          | Сезона  | Лига     | Лига   |
| Клуб          | Сезона  | Утакмица | Голова |
| ------------- | ------- | -------- | ------ |
| Слобода Ужице | 1988-89 | 29       | 0      |
| Слобода Ужице | 1989-90 | 36       | 2      |
| Слобода Ужице | 1990-91 | 32       | 0      |
| Слобода Ужице | 1991-92 | ?        | ?      |
| Слобода Ужице | Укупно  | 97+      | 2+     |
| Бечеј         | 1992–93 | 30       | 0      |
| Бечеј         | 1993–94 | 27       | 1      |
| Бечеј         | 1994–95 | 33       | 0      |
| Бечеј         | 1995–96 | 32       | 1      |
| Бечеј         | Укупно  | 122      | 2      |